# Kochnov
Kochnov je malá vesnice, část obce Olbramovice v okrese Benešov. Nachází se asi 2,5 km na jihovýchod od Olbramovic. V roce 2009 zde bylo evidováno 32 adres. Kochnov leží v katastrálním území Olbramovice u Votic o výměře 9,86 km².

## Historie
První písemná zmínka o vesnici pochází z roku 1320.